# Thomas Christie
Pour les articles homonymes, voir Thomas Christie (homonymie) et Christie.
Thomas Christie (8 mars 1834 - 5 août 1902) est un médecin, professeur et homme politique fédéral du Québec.

## Biographie
Né à Glasgow en Écosse, il s'installa dans le Bas-Canada avec ses parents en 1827. Après avoir obtenu un doctorat en médecine à l'Université McGill, il devint président de la commission scolaire de sa région. Après avoir servi comme maire dans la paroisse de Jérusalem et de Lachute, il servit également comme responsable du comté d'Argenteuil. En 1855, il contribua à la fondation de l'Académie Lachute. 
Élu député libéral de la circonscription d'Argenteuil lors d'une élection partielle de 1875. Réélu en 1878, cette dernière fut déclarée nulle en 1880 permettant au libéral-conservateur et futur premier ministre John Abbott de redevenir député d'Argenteuil. Tentant de reprendre son siège, il sera élu en 1891 face à William Owens, ainsi qu'en 1896 et en 1900. Il mourut en fonction en 1902 à l'âge de 68 ans, permettant à son fils Thomas Christie (fils) de faire son entrée à la Chambre des communes.